# Eucithara nevilliana
Eucithara nevilliana é uma espécie de gastrópode do gênero Eucithara, pertencente à família Mangeliidae.